# Шидловешки окръг
Шидловешки окръг (на полски: Powiat szydłowiecki) е окръг в Централна Полша, Мазовско войводство. Заема площ от 451,81 км2. Административен център е град Шидловец.

## География
Окръгът се намира в историческия регион Малополша. Разположен е в южната част на войводството.

## Население
Населението на окръга възлиза на 40 638 души (2013 г.). Гъстотата е 90 души/км2.

## Административно деление
Административно окръгът е разделен на 5 общини.
Градско-селска община:
- Община Шидловец

Селски общини:
- Община Миров
- Община Оронско
- Община Хлевиска
- Община Ястшомб

## Фотогалерия
- Шидловец
- Хлевиска
- Ястшомб